# Cmentarz w Bulinie

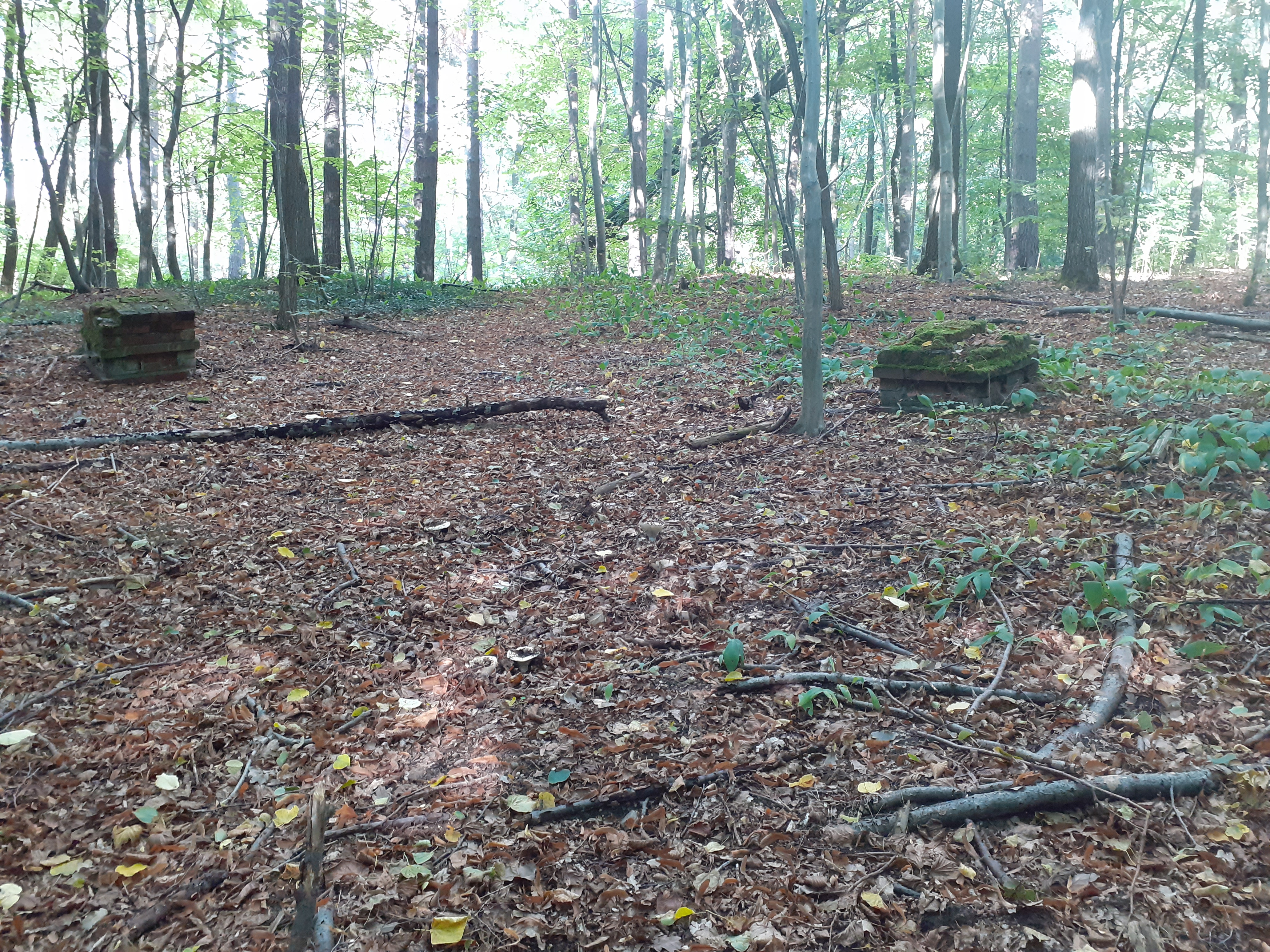
Pozostałości bramy wjazdowej na cmentarz w Bulinie

Cmentarz w Bulinie – przedwojenny, ewangelicki cmentarz za miejscowością Bulin w gminie Kożuchów (powiecie nowosolskim). Cmentarz jest nieczynny, a na terenie dawnej nekropolii znajdują się pozostałości nagrobków.

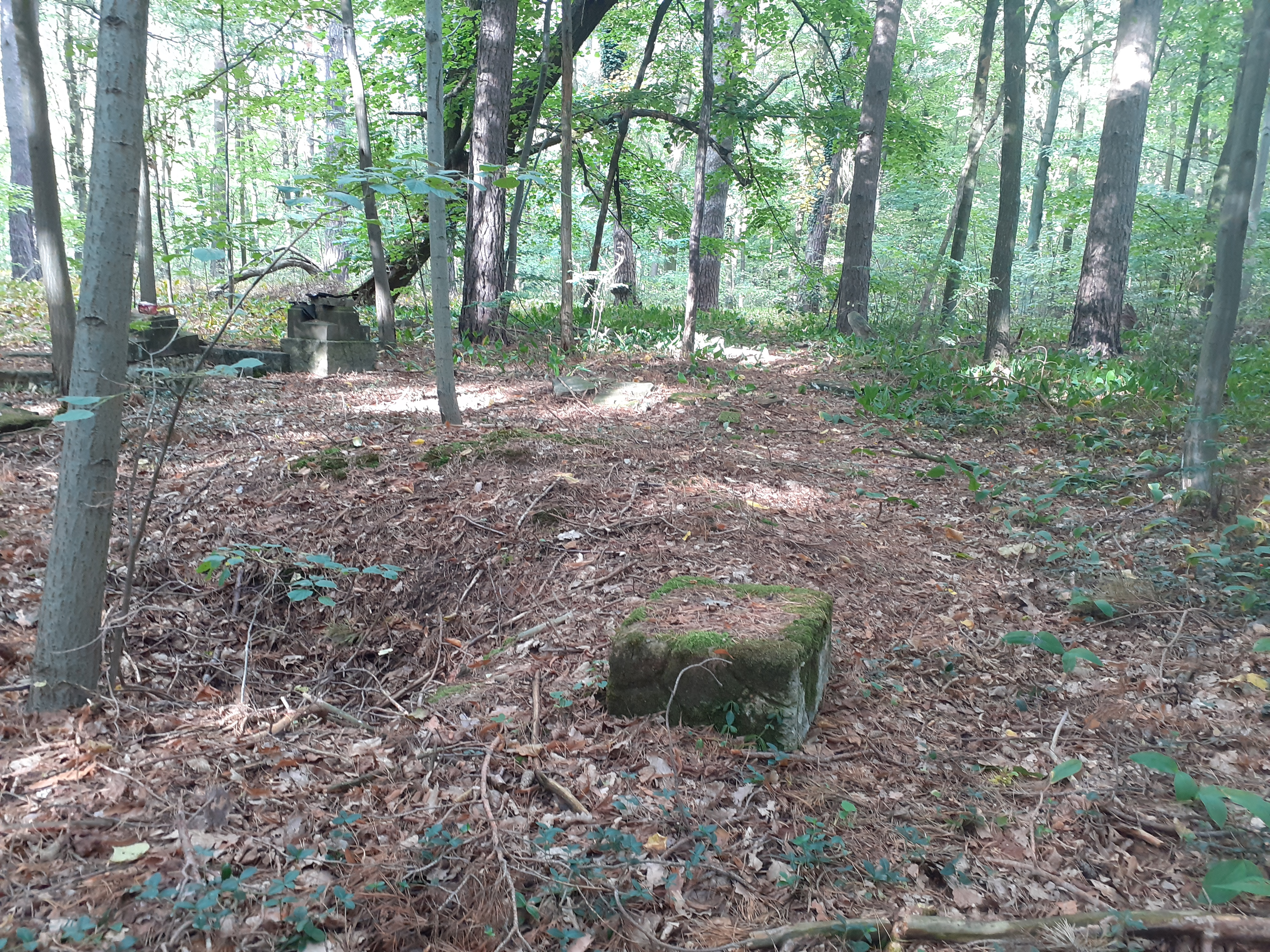
Pozostałości cmentarza w Bulinie